# Zapodje
Zapodje este o localitate din comuna Litija, Slovenia, cu o populație de 8 locuitori.